# Реки и озёра нашей Родины
«Реки и озёра нашей Родины» — научно-популярная книжная серия по физической географии СССР, выходившая в Гидрометеоиздате (Ленинград) в 1978—1989 годах. Книги серии, посвящённые различным примечательным рекам и озёрам СССР, содержали не только гидрографические описания соответствующих объектов, но также развёрнутые природные и культурно-исторические очерки их регионов.
Выявлено 10 книг серии.
Формат издания: 84x108/32 (~130х205 мм); обложка бумажная.

## Книги серии
1978
- Грахов А. Н., Ильина Л. Л. Бесценное богатство: Рассказ о реках и озёрах Ленинградской области / Науч. ред. Ю. М. Георгиевский; Ред. А. Лущик; Худож. Б. Петрушанский. — Л.: Гидрометеоиздат, 1978. — 144 с. — (Реки и озёра нашей Родины). — 50 000 экз.
- Лапоногов А. Н. Днепр: вчера, сегодня, завтра / Под ред. д-ра геогр. наук И. В Попова. — Л.: Гидрометеоиздат, 1978. — 72, [16] с. — (Реки и озёра нашей Родины). — 30 000 экз. (см. Днепр)

1980
- Ильина Л. Л., Грахов А. Н. Волхов. — Л.: Гидрометеоиздат, 1980. — 120, [32] с. — (Реки и озёра нашей Родины). — 50 000 экз. (см. Волхов)

1981
- Нежиховский Р. А. Река Нева и Невская губа. — Л.: Гидрометеоиздат, 1981. — 112, [16] с. — (Реки и озёра нашей Родины). — 50 000 экз. (см. Нева; Невская губа)

1983
- Гусаков Б. Л., Дружинин Г. В. Белое озеро: прошлое, настоящее и будущее. — Л.: Гидрометеоиздат, 1983. — 112 с. — (Реки и озёра нашей Родины). — 50 000 экз. (см. Белое озеро (Вологодская область))
- Ильина Л. Л., Грахов А. Н. Повесть о великих реках Русской равнины / Рец.: канд. техн. наук В. С. Вуглинский. — Л.: Гидрометеоиздат, 1983. — 168 с. — (Реки и озёра нашей Родины). — 100 000 экз. (см. Волга; Днепр; Дон)

1987
- Ильина Л. Л., Грахов А. Н. Реки Севера / Рец.: д-р геогр. наук А. А. Соколов. — Л.: Гидрометеоиздат, 1987. — 128, [16] с. — (Реки и озёра нашей Родины). — 80 500 экз.
- Чибилёв А. А. Река Урал: Историко-географические и экологические очерки о бассейне р. Урал. — Л.: Гидрометеоиздат, 1987. — 168 с. — (Реки и озёра нашей Родины). — 45 000 экз. (см. Урал (река))

1988
- Нежиховский Р. А. Наводнения на реках и озерах. — Л.: Гидрометеоиздат, 1988. — 184, [16] с. — (Реки и озёра нашей Родины). — 30 000 экз. — ISBN 5-286-00082-7.

1989
- Агаханянц О. Е. Сарез: Озеро на Памире / Рец.: канд. геогр. наук Ю. Н. Иванов; Худож. Е. Е. Городная. — Л.: Гидрометеоиздат, 1989. — 112, [16] с. — (Реки и озёра нашей Родины). — 40 000 экз. — ISBN 5-286-00099-1. (см. Сарезское озеро)

## Авторы серии
- Агаханянц, Окмир Егишевич
- Грахов, Александр Николаевич
- Гусаков, Борис Лаврентьевич
- Дружинин, Геннадий Викторович
- Ильина, Лиана Львовна
- Лапоногов, Александр Николаевич
- Нежиховский, Рувим Афроимович
- Чибилёв, Александр Александрович